# 科馬提地層
科馬提地層（Komatii Formation）是34.75億年左右形成的地層，名稱來自南非的科馬提河。這地層的典型岩石是科馬提岩（Komatiite），一種在高溫下形成，富含鎂的超基性噴出岩。